# Enrico Ostermann
Enrico Ostermann, talvolta accreditato come Enrico Osterman (Trieste, 13 settembre 1925 – Roma, 20 febbraio 2000), è stato un attore italiano.

## Biografia
Di formazione teatrale (negli anni cinquanta si diplomò all'Accademia nazionale d'arte drammatica), si è poi specializzato in ruoli da caratterista ed ha debuttato nel cinema nel 1952 in Ombre su Trieste.
È stato attivo nel cinema e in televisione fra gli anni sessanta e gli anni ottanta, legando il suo nome a miniserie televisivie e a serie televisive molto popolari in quegli anni. Ha fatto parte nel 1960 del cast dello sceneggiato La Pisana. Già agli albori della televisione aveva tuttavia registrato lavori di prosa per lo specifico mezzo nascente.
Negli anni novanta ha poi proseguito l'attività di interprete teatrale.

## Filmografia

### Cinema
- Ombre su Trieste (1952)
- I candelieri del vescovo (1964)
- Sequestro di persona (1969)
- Gott mit uns (Dio è con noi) (1970)
- Da Gerusalemme a Damasco (1970)
- Nella stretta morsa del ragno (1971)
- La vita in gioco (Morire a Roma) (1972)
- La polizia sta a guardare (1973)
- Il gioco della verità (1974)
- Mimì Bluette... fiore del mio giardino (1976)
- La chiesa (1989)

### Televisione
- La Pisana (1960, sceneggiato televisivo)
- Racconti dell'Italia di oggi - Una lapide in Via Mazzini (1962, film TV)
- Delitto e castigo (1963, sceneggiato televisivo)
- I miserabili (1964, sceneggiato televisivo)
- Scherzoso ma non troppo (1964, film TV)
- Oblomov (1966, miniserie televisiva)
- La sconfitta di Trotsky (1967, film Tv)
- Sherlock Holmes - La valle della paura, regia di Guglielmo Morandi, miniserie TV, trasmessa dal 25 ottobre all'8 novembre (1968)
- I fratelli Karamazov (1969, sceneggiato televisivo)
- Atti degli apostoli (1969, sceneggiato televisivo)
- Nero Wolfe (1969-1971, serie televisiva)
- La vita di Leonardo da Vinci (1971, sceneggiato televisivo)
- Le inchieste del commissario Maigret (1972, serie televisiva)
- La pietra di Luna (1972, sceneggiato televisivo)
- Die Fremde, regia di Carlheinz Caspari - film TV (1972)
- Malombra (1974, sceneggiato televisivo)
- Il commissario De Vincenzi (1974-1977, serie televisiva)
- Il mostro turchino (1976, film TV)
- La donna serpente (1976, film TV)
- La vedova e il piedipiatti (1979, miniserie televisiva, episodio Una storia da 1300 milioni)
- Il treno per Istanbul (1980, miniserie televisiva)
- Accadde a Zurigo (1981, miniserie televisiva)

#### Prosa televisiva
- La foresta pietrificata di Robert E. Sherwood, regia di Carlo Ludovico Bragaglia. Programma Nazionale, 15 febbraio 1957.
- Fuente Ovejuna di Lope de Vega, regia di Anton Giulio Majano, trasmessa il 3 aprile 1959.
- Giuditta, regia di Giacomo Vaccari, trasmessa il 24 giugno 1967.

## Teatro
- Nella giungla delle città, di Bertolt Brecht, regia di Antonio Calenda, Roma, Teatro Valle, 20 febbraio 1968.
- I rusteghi, di Carlo Goldoni, regia di Massimo Castri. Teatro Stabile del Veneto, 1992.

## Radio
- Il marescalco di Pietro Aretino, regia di Giorgio Bandini, trasmessa il 31 maggio 1961.

## Doppiatori italiani
- Sergio Tedesco in Sequestro di persona
- Oreste Lionello in Gott mit uns (Dio è con noi)
- Michele Gammino in La polizia sta a guardare

## Doppiaggio
- Jean Brochard in I vitelloni
- Jimmy Gardner in Antonio e Cleopatra
- Tomas Milian  in La banda Casaroli